# Mindaugas Sinkevičius
Mindaugas Sinkevičius (ur. 20 czerwca 1984 w Janowie) – litewski polityk i samorządowiec, wiceprzewodniczący Litewskiej Partii Socjaldemokratycznej, były mer rejonu janowskiego, a od 2016 do 2017 minister gospodarki.

## Życiorys
Syn polityka Rimantasa Sinkevičiusa. Ukończył zarządzanie przedsiębiorstwem na Uniwersytecie Wileńskim (2007) oraz prawo na Uniwersytecie Michała Römera (2008). Doktoryzował się w 2015 na prywatnej uczelni ISM Vadybos ir ekonomikos universitetas.
Członek Litewskiej Partii Socjaldemokratycznej, pełnił różne funkcje w jej strukturach, a w 2015 został jednym z wiceprzewodniczących tego ugrupowania. W 2007 po raz pierwszy wybrany do rady rejonu janowskiego. W latach 2008–2009 zajmował stanowisko zastępcy mera. Po wyborach samorządowych w 2011 został przez radnych powołany na urząd mera rejonu janowskiego. W 2015 uzyskał reelekcję, wygrywając nowo wprowadzone wybory bezpośrednie na to stanowisko.
13 grudnia 2016 w nowo utworzonym gabinecie Sauliusa Skvernelisa objął stanowisko ministra gospodarki. Podał się do dymisji, gdy socjaldemokraci wystąpili z koalicji rządowej. Zakończył urzędowanie 12 października 2017. W 2019 i 2023 ponownie był wybierany na mera rejonu janowskiego.
W 2021 przez kilka miesięcy był pełniącym obowiązki przewodniczącego LSDP (w związku z rezygnacją złożoną przez Gintautasa Paluckasa). We wrześniu 2024 uprawomocnił się wyrok skazujący go za nadużycia (polegające na opłacaniu wydatków prywatnych ze środków publicznych), do czego polityk nie przyznawał się. Orzeczono grzywnę i trzyletni zakaz pełnienia funkcji publicznych. W konsekwencji w tym samym miesiąc utracił stanowisko mera. W 2025 ponownie został pełniącym obowiązki przewodniczącego socjaldemokratów (również po dymisji Gintautasa Paluckasa).